# Diamonds & Dancefloors
Diamonds & Dancefloors es el segundo álbum de estudio de la cantante estadounidense Ava Max. Lanzado el 27 de enero de 2023 a través de Atlantic Records. Fue precedido por cinco sencillos («Maybe You're the Problem», «Million Dollar Baby», «Weapons», «Dancing's Done» y «One of Us») y un sencillo promocional («Cold as Ice»). El álbum debutó entre los diez primeros en varios países, incluidos Alemania, Austria, España, Hungría y Suiza.

## Antecedentes
En septiembre de 2020, Max lanzó su álbum de estudio debut Heaven & Hell. El álbum recibió críticas generalmente favorables de los críticos musicales, muchos de los cuales elogiaron la producción y las habilidades vocales de Max, pero criticaron las letras y la falta de originalidad. Alcanzó el puesto número 2 en el Reino Unido y el puesto número 27 en la lista estadounidense Billboard 200. En octubre de 2020, Max mencionó que se planeaba lanzar una edición de lujo de Heaven & Hell a finales de año y reconoció que estaba en proceso de completarse; sin embargo, en septiembre de 2021, indicó que había dejado atrás Heaven & Hell a favor de desarrollar su segundo álbum.
Max estuvo trabajando en su segundo álbum de estudio durante el año de 2021. En junio, lanzó «EveryTime I Cry», la cual ella describió como un «puente» entre Heaven & Hell y su segundo álbum. En septiembre, apareció junto con Kylie Cantrall en «Sad Boy» de R3hab y Jonas Blue. En octubre, Max mencionó en una entrevista con Cosmopolitan España que «no me ha ido bien en el amor, no he conseguido lo que quiero» y que las canciones que compuso para su segundo álbum sirvieron como terapia. En noviembre, colaboró con Tiësto en «The Motto», el cual forma parte del octavo álbum de estudio de Tiësto Drive (2023).
En febrero de 2022, Max insinuó un nuevo proyecto al cortar su Max Cut, que consistía en su cabello rubio y asimétrico dividido en el centro. Además, tiñó de rojo cereza su cabello y enfatizó una apariencia roja y rosa en sus cuentas de redes sociales. El video donde reveló su nueva apariencia contenía un fragmento del sencillo principal de su nuevo proyecto, «Maybe You're the Problem», que fue lanzado el 28 de abril de 2022.
El 1 de junio de 2022, Max anunció Diamonds & Dancefloors en sus redes sociales. Aunque al inicio se había anunciado que el álbum sería lanzado el 14 de octubre de 2022, se reveló el 1 de septiembre que su lanzamiento sería pospuesto hasta el 27 de enero de 2023. El 17 de octubre, Max confirmó a través de sus redes sociales que el álbum se filtró ilegalmente en línea en su totalidad.

## Portada
Diamonds & Dancefloors tiene tres portadas oficiales, tomadas por la fotógrafa estadounidense Marilyn Hue. Max reveló la portada original del álbum el 1 de junio de 2022 en sus cuentas de redes sociales. La portada presenta un primer plano de Max cubierta de diamantes con un diamante en la boca. Esta portada solo se usó más tarde en las versiones físicas del álbum; la nueva portada se usó en ediciones digitales y de streaming.

La nueva portada del álbum se dio a conocer el 19 de diciembre de 2022, una vez más en las cuentas de redes sociales de Max. Fue tomada después de la filmación del visualizador de «Dancing's Done», el cuarto sencillo del álbum, que muestra a Max con un negligé de diamantes recostada sobre un lecho de diamantes azules.
Es del visualizador de Diamonds and Dancefloors para «Dancing's Done». Entonces, cuando terminé con ese visualizador, dije: «Bueno, he estado sentada en la otra portada del álbum durante demasiado tiempo, es hora de cambiarla, y la cambiaremos por esto». Y realmente me pareció la portada.

—  Max explicando por qué cambió la portada del álbum en una entrevista con ET Canada.
El álbum también recibió una tercera portada para la versión en CD, considerada como una versión alternativa; la contraportada original se vuelve la portada y viceversa. Esta portada muestra a Max sobre un diamante gigante inclinado mientras sostiene un micrófono suspendido con una mano y deja caer champán de una copa con la otra mano.

## Música y letras
Diamonds & Dancefloors es un disco pop y de dance pop con una «columna vertebral de synth pop» y «melodías de electropop, sintetizadores de los 90 y un toque de música disco». De acuerdo con Max, el álbum tiene como tema principal «corazón roto en la pista del baile» y hará que los oyentes «llore[n] y baile[n] al mismo tiempo». A diferencia de su álbum anterior, Heaven & Hell, Max mencionó que Diamonds & Dancefloors trata más sobre su vida personal, en especial sus relaciones pasada. El álbum contiene letras sobre la deterioración y la eventual ruptura de una relación, al igual que letras empoderadoras y escapistas.

### Canciones
Diamonds & Dancefloors empieza con «Million Dollar Baby», una canción pop y de eurodance, con influencias de la música de los años 2000. Interpola «Can't Fight the Moonlight» (2000) de LeAnn Rimes y contiene letras que se basan en el tema del empoderamiento, que comienza con el dolor y termina con la emancipación. La segunda pista, «Sleepwalker», es una canción de synth pop con una producción «lustrosa» y un «sentimiento nocturno», donde Max canta sobre convertirse en la obsesión de alguien que se ha enamorado de ella. La tercera pista, «Maybe You're the Problem», es una canción de dance pop y synth pop, con influencias de eurodance, europop y de la música de los 80. La letra describe la iniciación de Max para apartarse de una relación con una pareja egoísta.  La cuarta pista, «Ghost», es una canción de house de principios de los 90 cuya letra trata sobre no poder olvidar a un ex amante. La quinta pista, «Hold Up (Wait a Minute)», es una canción de dance pop con elementos de la música disco, donde Max canta sobre la creciente sospecha que tiene de su amante engañándola con alguien más. La sexta pista, «Weapons», es una canción de disco pop y europop que contiene letras sobre reconocer la propia falibilidad y vulnerabilidad y, por lo tanto, volverse fuerte e «invencible». Le sigue la pista homónima del álbum, otra canción de house de principios de los 90 además de «Ghost» que ha sido descrita como un «himno de club».
La octava pista, «In the Dark», contiene «melodías oscuras», ritmos de UK garage y letras sobre ser amada solamente en la noche. Le sigue «Turn Off the Lights», una canción con influencias de la música disco donde Max «promete euforia una vez que se apagan las luces». La décima pista, «One of Us», es una canción pop inspirada en la música disco y de baile de los 80, donde Max canta sobre no querer lastimar a su amante. La undécima pista, «Get Outta My Heart», es una canción de baile electrónica donde Max canta sobre deshacerse de un ex amante. Contiene samples de la música cinematográfica de la película de 1968 Nervios rotos. Le sigue «Cold as Ice», una canción de disco pop y dance pop con coros masculinos. La penúltima pista, «Last Night on Earth», es una canción electro cuyas letras fueron inspiradas por las películas de catástrofes Geostorm (2017) y San Andreas (2015). El álbum cierra con «Dancing's Done», una canción de eurodance donde Max canta sobre lo que podría ocurrir al final de la noche entre ella y alguien más.

## Lanzamiento y promoción
Diamonds & Dancefloors fue lanzado el 27 de enero de 2023 a través de Atlantic Records. La edición estándar del álbum fue lanzada físicamente en CD, casete y vinilo y para descarga digital y streaming. El CD fue lanzado con dos diferentes portadas y el disco de vinilo en cuatro diferentes colores. La edición japonesa del álbum fue lanzada en CD con dos pistas adicionales: una remezcla de «Maybe You're the Problem» y una remezcla de «Million Dollar Baby». Max anunció que habría una edición de lujo del álbum y anunció el 22 de febrero de 2023 las primeras fechas de su primera gira musical como titular, On Tour (Finally).
Del 21 al 30 de diciembre de 2022, Max llevó a cabo una actividad que ella denominó '12 días de Diamonds & Dancefloors', donde ella publicaría a diario un adelanto de un visualizador de cada canción del álbum — sin incluir «Maybe You're the Problem» y «Million Dollar Baby». En el primer día, publicó un visualizador de «Dancing's Done» en su cuenta de YouTube, mientras que en el segundo día, compartió un adelanto del visualizador de «Weapons». Después de compartir un adelanto del visualizador de «Ghost» en el décimo día — el 30 de diciembre —, Max mencionó que guardaría tres sorpresas más para el mes de enero.

### Sencillos
«Maybe You're the Problem» fue lanzado como el sencillo principal del álbum el 28 de abril de 2022 junto con un videoclip dirigido por Joseph Kahn. La canción debutó en la lista de sencillos de Reino Unido en su posición máxima en la lista, la posición número 83. Max interpretó la canción por primera vez el 1 de junio de 2022 en The Today Show, donde también anunció el álbum. Volvió a interpretar la canción en LOS40 Music Awards 2022 el 4 de noviembre.
«Million Dollar Baby» fue lanzado como el segundo sencillo del álbum el 1 de septiembre junto con un videoclip dirigido por Andrew Donoho. Max interpretó la canción en los MTV Europe Music Awards 2022 el 13 de noviembre y en los NRJ Music Awards 2022 el 18 de noviembre. La canción aparece en el videojuego de baile Just Dance 2023 Edition, con la coreografía interpretada por la propia Max como entrenadora.
«Weapons» fue lanzado el 10 de noviembre de 2022 como el tercer sencillo del álbum. El 20 de diciembre de 2022, Max lanzó «Dancing's Done» como el cuarto sencillo del álbum. La canción fue enviada a la radio italiana el 6 de enero de 2023. El 12 de enero de 2023, Max lanzó «One of Us» como el quinto sencillo del álbum. Un visualizador fue subido a YouTube el día del lanzamiento del álbum. El 16 de marzo de 2023, «Ghost» fue lanzado como el sexto sencillo del álbum con el lanzamiento de un visualizador acompañante. Una remezcla de Merk & Kremont fue lanzada el 12 de mayo de 2023.

#### Sencillos promocionales
El 24 de enero de 2023, Max lanzó «Cold as Ice» como un sencillo promocional del álbum.

## Recepción crítica
Diamonds & Dancefloors recibió «críticas generalmente favorables» de acuerdo con Metacritic, que le asignó una calificación promedio de 80 basado en 4 reseñas.
Escribiendo para AllMusic, Neil Z. Yeung mencionó que Diamonds & Dancefloors está «cumpliendo la promesa de[l] debut [de Max] y empujándola aún más hacia la cima del panteón pop de principios de la década de 2020». Sam Franzini de The Line of Best Fit  mencionó que el álbum «es una colección de canciones lo suficientemente sólida, cada una con un ritmo apretado de synth pop y una fuerte interpretación vocal». Sin embargo, mencionó que el álbum no es un «creador de carreras» y que «no aprendemos mucho sobre Max en estas canciones». Nick Levine de NME escribió que «Diamonds & Dancefloors hace honor a su título escapista» pero que «también es descaradamente derivado». Escribiendo para PopMatters, Jeffrey Davies mencionó que «Max sabe cómo hacer un gusano auditivo que recuerda al pop de antaño, especialmente en una era de bedroom pop». Sin embargo, mencionó que «el mayor defecto de[l álbum] es que tal vez se basa demasiado en el gran uso que hace Max del tiempo de estudio con Cirkut».

## Lista de canciones
Créditos adaptados de Tidal.

| Diamonds & Dancefloors – Edición estándar |                            | |                                                   |          |  |
| N.º                                       | Título                     | Escritor(es) | Productor(es)                                     | Duración |  |
| 1.                                        | «Million Dollar Baby»      | Amanda Ava Koci David Stewart Diane Warren Henry Walter Jessica Agombar Michael Pollack Peter Rycroft                | Cirkut David Stewart Lostboy                      | 3:04     |  |
| 2.                                        | «Sleepwalker»              | Koci Alexander Izquierdo Jonas Jeberg Marcus Lomax Sean Douglas Walter                                               | Abraham Dertner Cirkut Jonas Jeberg               | 3:10     |  |
| 3.                                        | «Maybe You're the Problem» | Koci Abraham Dertner Douglas Jeberg Lomax Walter                                                                     | Cirkut Jeberg Dertner [ a ]                       | 3:10     |  |
| 4.                                        | «Ghost»                    | Koci Uzoechi Emenike Walter                                                                                          | Cirkut                                            | 3:01     |  |
| 5.                                        | «Hold Up (Wait a Minute)»  | Koci Jesse Aicher Johnny Goldstein Madison Love Nathaniel William Merchant Sam Martin Walter William Spencer Bastian | Cirkut Johnny Goldstein                           | 2:28     |  |
| 6.                                        | «Weapons»                  | Koci Love Melanie Fontana Michel Schulz Ryan Tedder Walter                                                           | Lindgren Cirkut [ a ]                             | 2:31     |  |
| 7.                                        | «Diamonds & Dancefloors»   | Koci Caroline Ailin Pollack Walter                                                                                   | Cirkut                                            | 2:35     |  |
| 8.                                        | «In the Dark»              | Koci Love Omar Fedi Walter                                                                                           | Cirkut Omar Fedi                                  | 2:52     |  |
| 9.                                        | «Turn Off the Lights»      | Koci Connor McDonough Love Walter                                                                                    | Cirkut Connor McDonough                           | 2:36     |  |
| 10.                                       | «One of Us»                | Koci Ailin Brett McLaughlin Matthew James Burns Walter                                                               | Burns Cirkut                                      | 2:58     |  |
| 11.                                       | «Get Outta My Heart»       | Koci Bernard Herrmann Jason Evigan Love Walter                                                                       | Cirkut Jason Evigan                               | 3:00     |  |
| 12.                                       | «Cold as Ice»              | Koci C. McDonough Jakke Erixson Love Riley McDonough Walter                                                          | Cirkut Jakke Erixson C. McDonough Tor Eimon [ b ] | 2:23     |  |
| 13.                                       | «Last Night on Earth»      | Koci C. McDonough Erixson Love Walter                                                                                | Cirkut C. McDonough                               | 2:57     |  |
| 14.                                       | «Dancing's Done»           | Koci Burns Douglas Pablo Bowman Rycroft Walter                                                                       | Burns Lostboy Cirkut [ c ]                        | 2:46     |  |
| 39:31                                     |                            | |                                                   |          |  |

| Diamonds & Dancefloors – Edición japonesa |                                               |          |  |
| N.º                                       | Título                                        | Duración |  |
| 15.                                       | «Maybe You're the Problem» (remezcla de MOTi) | 2:47     |  |
| 16.                                       | «Million Dollar Baby» (remezcla de COASTR)    | 2:41     |  |
| 45:10                                     |                                               |          |  |

## Posicionamiento en listas
| Listas (2023)                                          | Mejor posición |
| ------------------------------------------------------ | -------------- |
| Alemania (Offizielle Top 100)                          | 8              |
| Australia (ARIA)                                       | 31             |
| Austria (Ö3 Austria)                                   | 6              |
| Bélgica (Ultratop Flandes)                             | 14             |
| Bélgica (Ultratop Valonia)                             | 15             |
| Canadá (Billboard Canadian Albums)                     | 23             |
| Escocia (OCC)                                          | 6              |
| España (PROMUSICAE)                                    | 10             |
| Estados Unidos (Billboard 200)                         | 34             |
| Estados Unidos (Billboard Top Dance/Electronic Albums) | 2              |
| Finlandia (Suomen virallinen lista)                    | 23             |
| Francia (SNEP)                                         | 15             |
| Hungría (MAHASZ)                                       | 5              |
| Irlanda (OCC)                                          | 33             |
| Italia (FIMI)                                          | 50             |
| Japón (Billboard Japan Hot Albums)                     | 32             |
| Japón (Oricon Digital Albums)                          | 11             |
| Lituania (AGATA)                                       | 53             |
| Nueva Zelanda (RMNZ)                                   | 36             |
| Noruega (VG-lista)                                     | 28             |
| Países Bajos (Album Top 100)                           | 21             |
| Polonia (ZPAV)                                         | 19             |
| Reino Unido (OCC)                                      | 11             |
| Suecia (Sverigetopplistan)                             | 54             |
| Suiza (Schweizer Hitparade)                            | 8              |

## Historial de lanzamiento
| País   | Fecha               | Formato                                 | Discográfica     | Ref.   |
| ------ | ------------------- | --------------------------------------- | ---------------- | ------ |
| Varios | 27 de enero de 2023 | CD casete descarga digital LP streaming | Atlantic Records | [ 64 ] |